# اریک بلومکویست (تیرانداز)
اریک بلومکویست (انگلیسی: Erik Blomqvist; ۵ ژانویهٔ ۱۸۷۹ – ۱۷ سپتامبر ۱۹۵۶) تیرانداز اهل سوئد بود.
وی در مسابقات کشوری و بین‌المللی در مجموع برندهٔ ۱ مدال طلا، ۱ مدال برنز شده‌است.